# Frederick (Maryland)
Frederick è un comune degli Stati Uniti d'America, capoluogo della contea di Frederick, nello Stato del Maryland.

## Infrastrutture e trasporti
Il comune è servito dal servizio ferroviario suburbano Maryland Area Regional Commuter.